# Penela do Minho

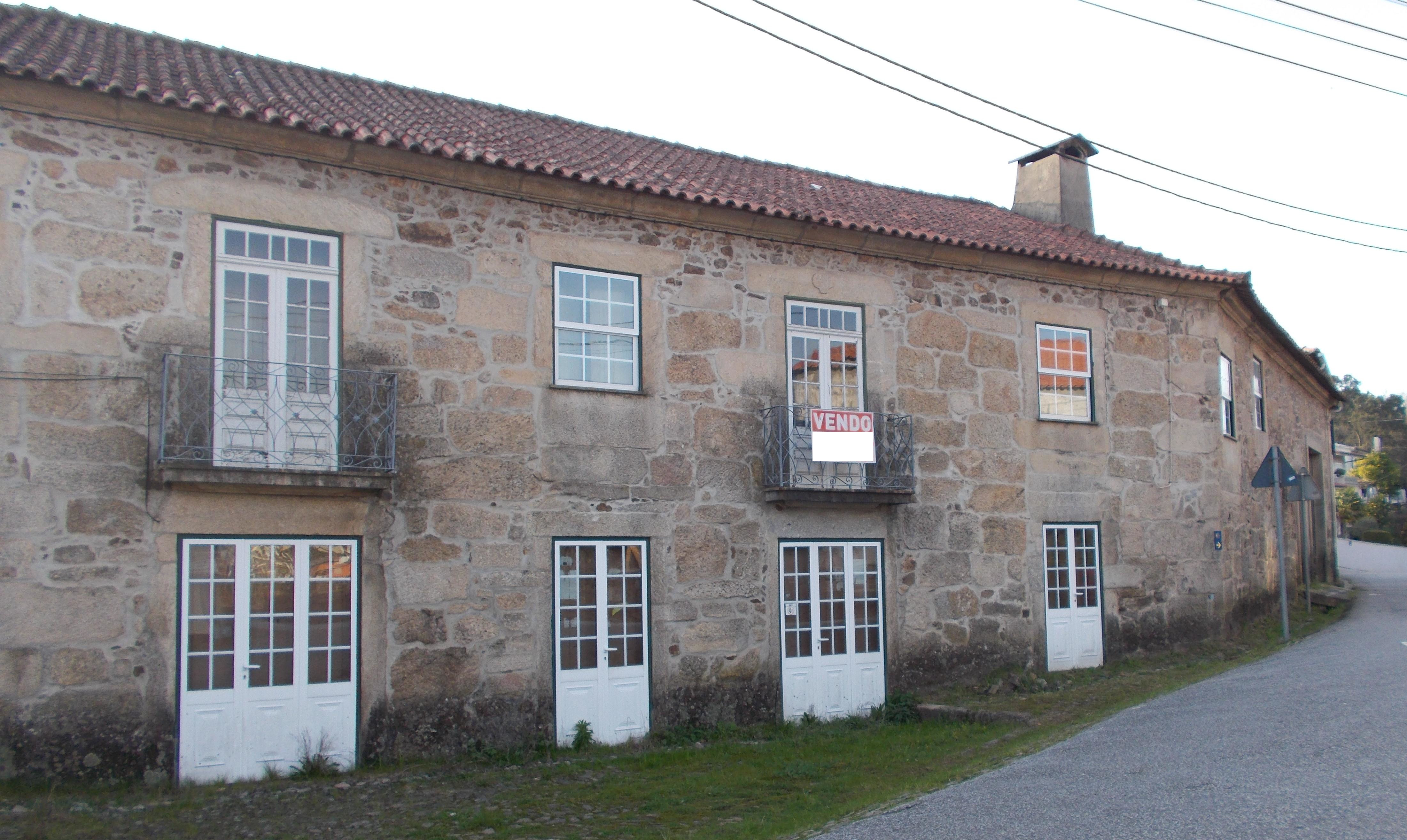
Edifício do paço municipal, do antigo concelho de Penela do Minho

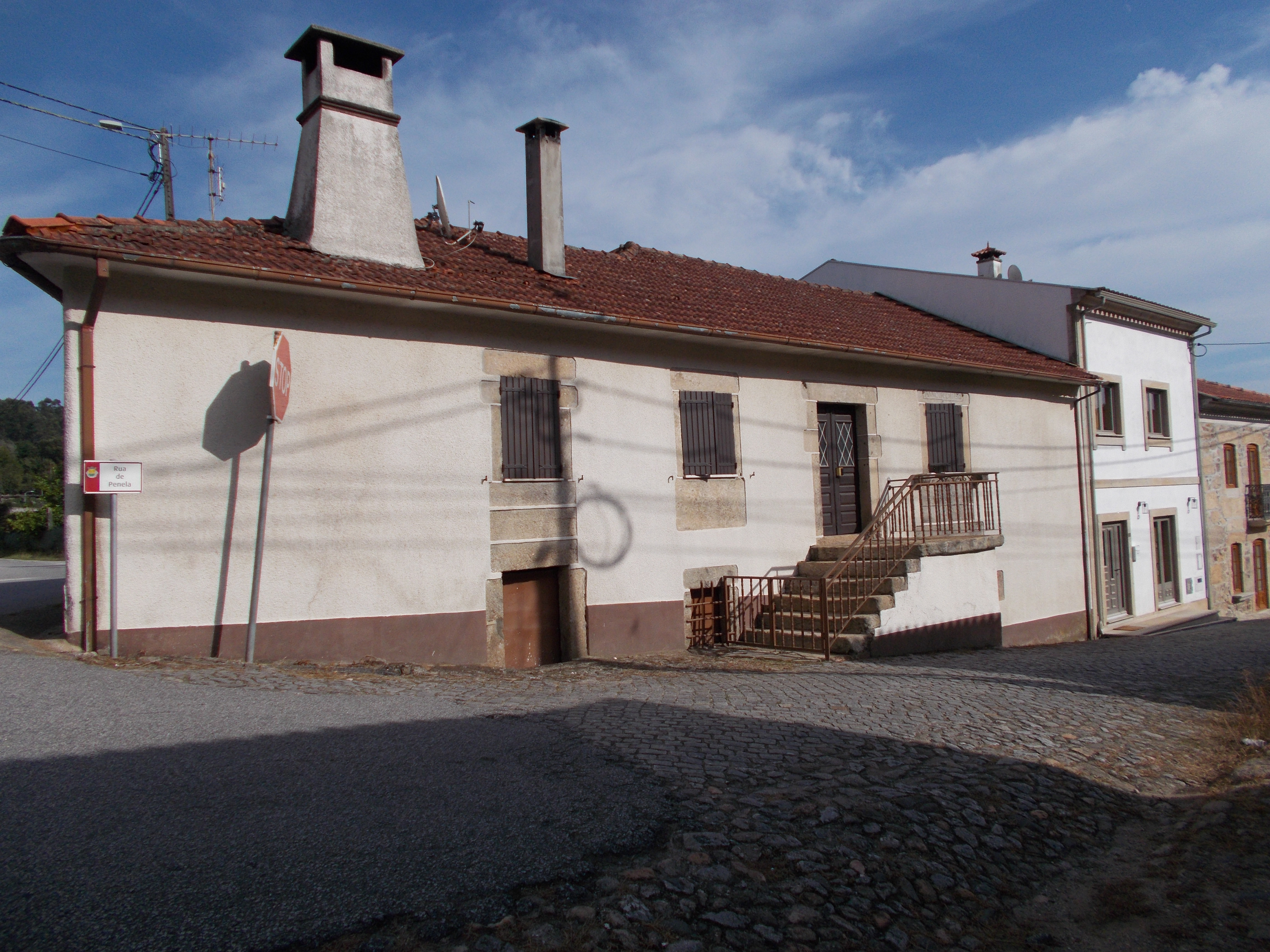
Antiga cadeia

Penela do Minho (outrora chamada Portela de Penela) ou (Portela do Minho), também conhecido por (Penal) ou (Portela de Penal) ou ainda (Portela das Cabras (concelho), foi um concelho português da antiga Província d´Entre Douro e Minho.
Teve foral concedido por D. Manuel I a 6 de Outubro de 1514 e tinha sede na freguesia de Portela das Cabras.
Era constituído pelas freguesias de Anais (uma parte), Arcozelo, Duas Igrejas (uma parte), Goães, Godinhaços, Marrancos, Pedregais, Portela, Rio Mau, Escariz (São Mamede), Escariz (São Martinho) e Vilar das Almas.
Após as reformas administrativas do início do liberalismo foram-lhe anexadas as freguesias de Azões, Anais (uma parte) e Duas Igrejas (uma parte), do extinto concelho de Albergaria de Penela, Nevogilde, Carreiras São Miguel e São Tiago, Dossãos do extinto concelho de Vila Chã e o couto de Moure, perdendo em 1836, Escariz São Mamede e São Martinho par o concelho de Prado.
Tinha, em 1801, 3 149 habitantes, e em 1849, 7 950 habitantes e 60 km².
Foi extinto em 24 de Outubro de 1855 e as suas freguesias integradas nos Concelhos (atuais municípios) de Vila Verde e Ponte de Lima.